# Samuel Toranzo Calderón
Samuel Toranzo Calderón était un militaire argentin, appartenant à la marine.
En décembre 1954, il accepta, en qualité de vice-amiral d’infanterie de marine, de prendre la tête d’une conspiration militaire antipéroniste et déclencha le 16 juin 1955 la tentative de coup d’État (manquée) qui, prenant notamment la forme d’un bombardement aérien de la Casa Rosada et d’un mitraillage de la place de Mai à Buenos Aires, tua plus de trois centaines de personnes, en grande majorité des civils.

## Biographie
Le 16 juin 1955, Toranzo Calderón, qui avait pris fin 1954 la tête d'une conspiration antipéroniste au sein de l’armée, donna l’ordre à une escadre d’une trentaine d’avions militaires de larguer des tonnes de bombes sur la place de Mai et sur la Casa Rosada à Buenos Aires, attaque qui tua 364 personnes et fit 800 blessés, civils pour la plupart. En effet, jugeant le moment propice et ayant appris que des soupçons pesaient sur les conspirateurs, il résolut de lancer le coup de force, qui était planifié de longue date par des officiers supérieurs appartenant principalement à la marine, ce 16 juin 1955 à 10 heures du matin, et fut secondé par le vice-amiral Gargiulo, commandant de l’infanterie de marine. Cependant, mal préparée, la tentative de prendre le pouvoir en assassinant Juan Perón, alors président constitutionnel de la république argentine, par un bombardement aérien du palais de gouvernement, avorta et se transforma en un mitraillage de la population civile. Après l’échec du putsch, Gargiulo se suicida dans les premières heures du lendemain 17 juin. Cet événement est considéré comme le plus important attentat terroriste de l’histoire de l’Argentine et fut déclaré en 2008 crime contre l’humanité (crimen de lesa humanidad) par la ville de Buenos Aires. Toranzo Calderón prit part également au coup d’État (réussi cette fois) qui renversa Perón le 16 septembre 1955 et qui inaugura le régime dictatorial dénommé Révolution libératrice.